# Coelachyrum yemenicum
Coelachyrum yemenicum är en gräsart som först beskrevs av Georg August Schweinfurth, och fick sitt nu gällande namn av Sylvia Mabel Phillips. Coelachyrum yemenicum ingår i släktet Coelachyrum, och familjen gräs. Inga underarter finns listade i Catalogue of Life.